# Кужное
Кужно́е — село в Мордовском районе Тамбовской области России. Входит в Шмаровский сельсовет.

## География
Расположено на левом берегу реки Битюг, у границы с Липецкой и Воронежской областями.
Населённые пункты, расположенные в ближайшей удаленности от Кужного:
- Паршиновка ~ 2 км
- Забитюжье ~ 3 км
- Ровенка ~ 5 км
- Талицкий Чамлык ~ 5 км.

## Население
| 1859 | 1897  | 2002 | 2010 |
| ---- | ----- | ---- | ---- |
| 1358 | ↗2307 | ↘970 | ↘670 |

Согласно результатам переписи 2002 года, в национальной структуре населения русские составляли 100 % от жителей.

## История
Основано однодворцами в начале XVIII века. В 1730 году построена церковь. Жителей однодворцев в 1746 году 55 дворов, в 1808 году 70 дворов, мужчин 337, женщин 344. В 1859 году в селе было 173 двора, в которых проживало 672 мужчины и 686 женщин.
По данным Всеобщей переписи населения 1897 года в селе проживало 2307 жителей.

## Известные люди
- Базилевская, Зоя Васильевна (3 мая 1900 года — 12 мая 1982 года) — советский врач, хирург-травматолог и ортопед, доктор медицинских наук, профессор. Организатор и директор Научно-исследовательского института травматологии и ортопедии (НИИТО) в Иркутске, Заслуженный деятель науки РСФСР.